# ویلووگبی (اوهایو)
ویلووگبی(به انگلیسی: Willoughby) شهری در ایالت اوهایو کشور ایالات متحده آمریکا است که جمعیت آن در سرشماری سال ۲۰۱۰ میلادی، ۲۲٬۲۶۸ نفر بوده‌است.